# Thomas O. Paine

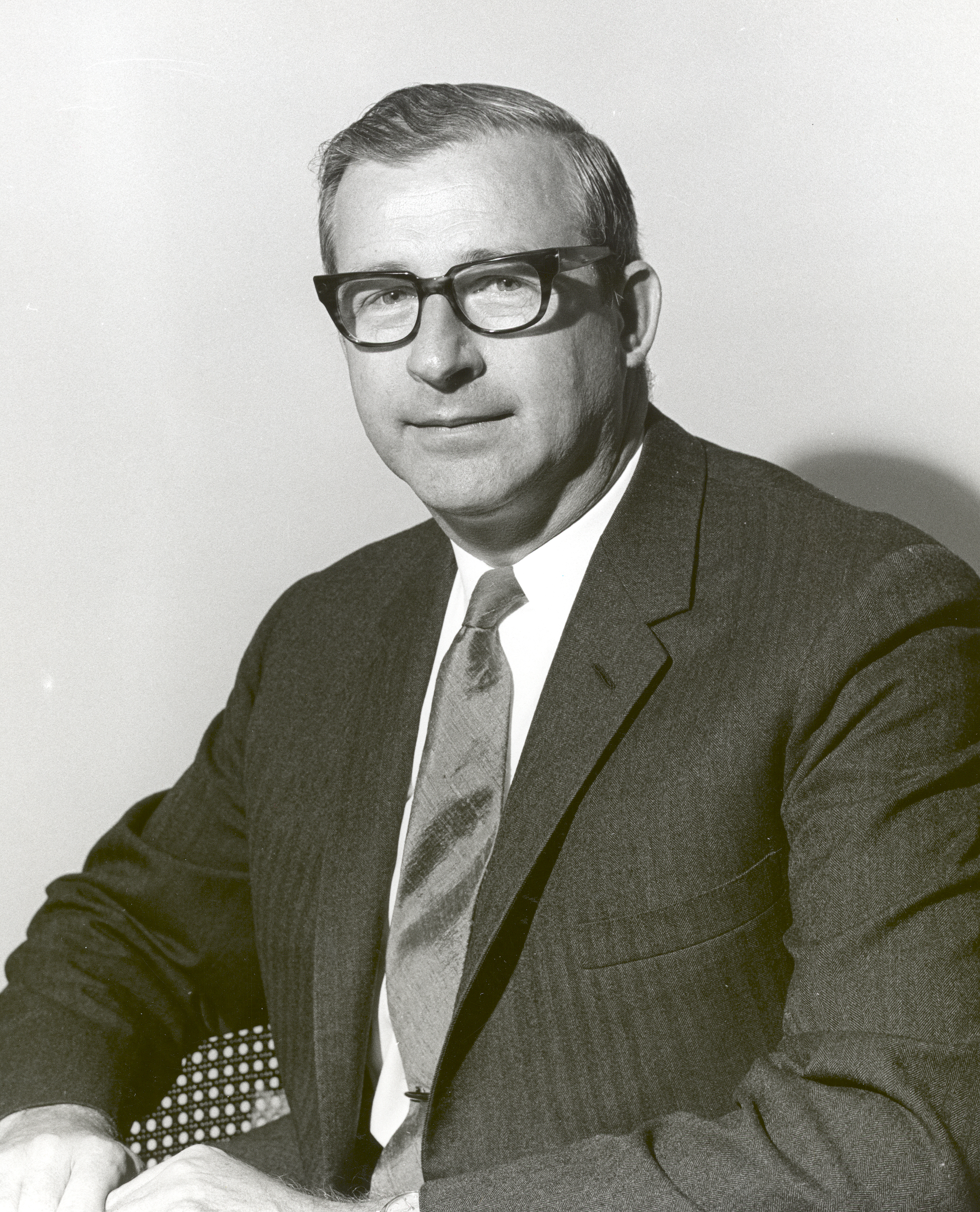
Thomas O. Paine

Thomas Otten Paine (ur. 9 listopada 1921 w Berkeley, zm. 4 maja 1992 w Los Angeles) – amerykański naukowiec, trzeci administrator NASA, urzędujący w okresie od 21 marca 1969 r. do 15 września 1970 r. 